# Anja efter Viktor
Anja efter Viktor (Kærlighed ved første hik 3) er en dansk komediefilm fra 2003, instrueret af Charlotte Sachs Bostrup.

## Medvirkende
| Skuespiller         | Rolle                    |
| ------------------- | ------------------------ |
| Robert Hansen       | Viktor Knudsen           |
| Sofie Lassen-Kahlke | Anja Poulsen             |
| Joachim Knop        | Peter                    |
| Jonas Gülstorff     | Nikolaj                  |
| Karl Bille          | Torkild                  |
| Mira Wanting        | Gitte                    |
| Claus Bue           | Kristian, Viktors far    |
| Karen Lise-Mynster  | Bente, Viktors mor       |
| Rasmus Albeck       | Esben, Viktors lillebror |
| Sebastian Jessen    | Brian, Anjas lillebror   |
| Zlatko Buric        | Tattoo Mogens            |
| Louise Iversen      | Malene                   |
| Niels Anders Thorn  | Gunnar                   |
| Ida Dwinger         | Elisabeth                |
| Henrik Prip         | Matematiklærer           |
| Jens Arentzen       | Carsten                  |
| Leif Maibom         | Underbo                  |
| Niels Ellegaard     | Præst                    |
| Anders Nyborg       | Mototcykelbetjent        |
| Anne O. Pagh        | Sandra                   |
| Martin Spang Olsen  | Bodybuilder              |
| Rosa K. Frederiksen | Peters mor               |
| Claudia Siesbye     | Sisse                    |
| Pernille Hilgart    | Trisse                   |
| Michael Christensen | Christian                |